# Horst Bormann
Horst Bormann (* 3. November 1941) ist ein ehemaliger deutscher Fußballspieler. Er spielte sieben Jahre lang für die BSG Chemie Zeitz in der DDR-Liga und wurde dabei fünfmal Torschützenkönig seiner Mannschaft. 

## Sportliche Laufbahn
Die Fußballlaufbahn begann für Horst Bormann in der Nachwuchsabteilung der Betriebssportgemeinschaft (BSG) Chemie Zeitz. Nachdem er zwischenzeitlich bei der Sportgemeinschaft im benachbarten Bornitz gespielt und der Mannschaft 1964 zum Aufstieg in die viertklassige Bezirksklasse verholfen hatte, kehrte Bormann zu Beginn der Rückrunde der Saison 1966/67 wieder zu Chemie Zeitz zurück. Dort spielte er zunächst drei Spielzeiten in der zweitklassigen DDR-Liga. Bereits bei seinem ersten DDR-Liga-Einsatz erzielte er beim Auswärtsspiel gegen Nordhausen beide Tore zum 2:1-Auswärtssieg.  In den folgenden beiden Spielzeiten war Bormann als Stürmer gesetzt, bestritt 57 der insgesamt 30 Ligaspiele und wurde mit zehn bzw. sieben Treffern Torschützenkönig der Zeitzer. Nach der Saison 1968/69 musste Chemie Zeitz in die Bezirksliga absteigen, erst 1971 gelang der Wiederaufstieg. In der Saison 1971/72 fehlte Bormann wieder nur bei einem Punktspiel, schoss aber bei seinen 19 Einsätzen zwölf Tore. Damit war er nicht erneut bester Schütze seiner Mannschaft, sondern auch Torschützenkönig der Ligastaffel E. 1972/73 nahm Bormann aus beruflichen Gründen eine Auszeit vom Fußball, kehrte aber 1973/74, nun schon fast 32 Jahre alt, wieder in die DDR-Liga-Mannschaft von Chemie Zeitz zurück. Dass er nichts von seinen Qualitäten verloren hatte, bewies er mit seinen acht Toren bei seinen 20 Einsätzen, mit denen er wieder Torschützenkönig der Zeitzer wurde. Das wiederholte er noch einmal in seiner letzten DDR-Liga-Saison, als er in 19 von 22 Ligaspielen mit neun Treffern die meisten Tore für seine Mannschaft erzielte. Nach der Spielzeit 1974/75 beendete Horst Bormann endgültig seine Laufbahn als Leistungssportler. Innerhalb von sechs Spielzeiten hatte er in der DDR-Liga 128 Spiele absolviert und war dabei 52-mal als Torschütze vom Platz gegangen. Als Freizeitkicker spielte er in den folgenden Jahren für Chemie Zeitz noch in der 2. und 3. Mannschaft sowie in der Traditionself.